# Golitsyn (månekrater)
Golitsyn er et nedslagskrater på Månen. Det befinder sig på den sydlige halvkugle på Månens bagside, bag dens vestlige rand. Det er opkaldt efter den russiske læge Boris B. Golitsyn 1862-1916).
Navnet blev officielt tildelt af den Internationale Astronomiske Union (IAU) i 1970. 

## Omgivelser
Golitsynkrateret ligger i den sydvestlige del af Montes Rook-bjergene, som udgør en af ringene omkring Mare Imbrium-nedslagsstedet. Krateret ligger midt i forrevet, irregulært terræn, som kun indeholder en håndfuld andre betydende kratere.

## Karakteristika
Golitsyns kraterrand er cirkulær, men uregelmæssig, og der ligger et mindre krater over dens nord-nordvestlige side. Kanten står skarpt, og materiale fra de smalle indre kratervægge er faldet ned og har dannet volde langs deres fod. Kraterbunden udviser ikke nedslag eller andre særlige træk

## Satellitkratere
De kratere, som kaldes satellitter, er små kratere beliggende i eller nær hovedkrateret. Deres dannelse er sædvanligvis sket uafhængigt af dette, men de får samme navn som hovedkrateret med tilføjelse af et stort bogstav. På kort over Månen er det en konvention at identificere dem ved at placere dette bogstav på den side af satellitkraterets midte, som ligger nærmest hovedkrateret. Golitsynkrateret har følgende satellitkratere:
| Golitsyn | Længde  | Bredde   | Diameter |
| -------- | ------- | -------- | -------- |
| J        | 27,6° S | 103,0° V | 20 km    |

Det følgende krater har fået nyt navn af IAU:
- Golitsyn B — Se Fryxellkrateret.